# Midwestern Universities Research Association
Midwestern Universities Research Association, w skrócie MURA (Stowarzyszenie Badawcze Uniwersytetów Środkowo-Zachodnich) – działająca w latach 1953–1973 organizacja zrzeszającą uniwersytety środkowo-zachodnich Stanów Zjednoczonych, w celu rozwoju techniki i fizyki akceleratorów cząstek.

## Powstanie
Stowarzyszenie powstało w odpowiedzi na potrzebę budowy ośrodka badań fizyki wysokich energii w środkowo-zachodnich USA na początku lat 50. Wiosną 1953, z inicjatywy Enrica Fermiego, uniwersytety Minnesota, Illinois, Michigan, Indiana, Wisconsin i Chicago, postanowiły zawiązać współpracę w budowę takiego ośrodka. Pierwotnie placówka miała być finansowana przez Atomic Energy Commission (AEC, Komisję Energii Atomowej). Ta jednak odmówiła. Na okres zimy 1953 i wiosny 1954, placówkę sponsorowała fundacja Wisconsin Alumni Research Foundation, poprzez grant z National Science Foundation (NSF, Państwowa Fundacja Naukowa).

## 1954
Oficjalne powstanie MURA datuje się na 6 maja 1954. Siedem instytucji partycypujących w MURA podpisało wtedy dokument Agreement for Cooperative Nuclear Research (Porozumienie w sprawie wspólnych badań jądrowych) i uzgodniły nazwę przedsięwzięcia: Midwestern Universities Research Association, Inc. Ostatecznymi twórcami MURA były: Uniwersytet Illinois, Uniwersytet Michigan, Uniwersytet Minnesoty, Uniwersytet Wisconsin w Madison, Uniwersytet Indiany, Uniwersytet Iowa i Iowa State College.
10 czerwca 1954 odbyło się spotkanie przedstawicieli MURA i AEC. AEC zdecydowało, że wspomoże MURA budową akceleratora w ośrodku Argonne National Laboratory (ANL), którym od 1946 zarządzał University of Chicago. Jednakże MURA odniosła się do tego bardzo sceptycznie, gdyż ośrodek ten nie miał wcześniejszego doświadczenia w technikach akceleratorowych, a tylko w technice jądrowej. Poza tym, jako joint – venture uniwersytetów, nie chciało, aby wspólny ośrodek podlegał wyłącznie jednemu z założycieli.
W tym samym roku zaczęto wybór miejsca na budowę akceleratorów mających należeć do MURA. Prócz założycieli swój udział zgłosiły także inne ośrodki naukowo-badawcze. 23 września 1954 Midwestern Universities Research Association uzyskało osobowość prawną na prawach stanu Illinois. Jako udziałowców odnotowano: University of Illinois, Michigan, Minnesota, Purdue, Indiana, Iowa State College i State University of Iowa. Krótko potem dołączył do nich University of Wisconsin. Ponownie zabiegano o dofinansowanie z AEC, ale i tym razem odmówiono go. MURA po raz kolejny otrzymało grant z NSF. 17 grudnia zaproszono do MURA University of Chicago, ale ten odmówił z powodu zaangażowania w ANL.

## 1955
W 1955 MURA zgłosiło do AEC propozycję wspólnego programu badawczego w dziedzinie fizyki wysokich energii. Ta jednak odmówiła, gdyż projekt nie przewidywał udziału laboratoriów ANL, a Komisja nie chciała inwestować w drugi podobny ośrodek.
1 lipca 1955 MURA podpisało porozumienie z nowojorską fundacją nonprofit sponsorującą placówki i ośrodki naukowe, Research Corporation. W ciągu tego samego roku w dyskusji o powołaniu Enrico Fermi Memorial Laboratory of High Energy Physics (Laboratorium Fizyki Wysokich Energii im. Enrica Femirgo) MURA miała być ponoć zapytana o zainteresowanie tym projektem, jednak w dokumentach MURA nie ma śladu takiej ofery.
3 sierpnia 1955 AEC spotkała się z przedstawicielami instytucji tworzących MURA i przedstawiła ofertę dofinansowania na nadchodzący rok. Jednak już 26 sierpnia, członek AEC, na spotkaniu z przedstawicielami University of Illinois, ogłosił, że MURA nie otrzyma żadnej pomocy. Tym razem granty przyznała fundacja NSF i Office of Naval Research.
Między październikiem 1955 a styczniem 1956, do członków MURA dołączyły następujące instytucje: Ohio State University (październik 1955), Michigan State University (listopad 1955), Notre Dame (grudzień 1955), Northwestern (grudzień, 1955), Washington University w St. Louis (styczeń 1956). W grudniu 1955 ponownie zaproszono do członkostwa University of Chicago, który tym razem nie odmówił i włączył się do MURA w styczniu 1956.
8. i 13 listopada 1955 odbyły się spotkania AEC i MURA w wyniku których ustanowiono wspólny program badawczy zakładający budowę dwóch akceleratorów. Pod kierownictwem MURA miał powstać dalekosiężny program z "wymarzonym" akceleratorem. Przewidywano, że jego budowa zajmie siedem lat, koszt wyniesie 100 mln dolarów, i że będzie to akcelerator "najwymyślniejszy na świecie". Laboratorium ANL otrzymało inny projekt. Komisja zatwierdziła budowę akceleratora, w którego zasięgu miała być energia 12 GeV. Program ten miał znaczenie propagandowe dla USA, gdyż w tym czasie ZSRR konstruowała przyspieszacz mający energię większą niż jakikolwiek ówczesny akcelerator amerykański. Akcelerator w ANL miał przejąć pałeczkę "przodownika" póki w 1960 nie zakończyłaby się budowa akceleratora w Brookhaven National Laboratory.

## 1956
Luty 1956. MURA i AEC zawierają umowę, podpisaną 15 marca, opiewającą na 450 tys. dolarów dofinansowania dla MURA na działalność w okresie 6 lutego – 30 września 1956 r.
W czerwcu 1956 w Madison (Wisconsin) ruszają opracowania teoretyczne. 10 czerwca zostaje zawarty kontrakt z IBM na dostawę komputera IBM 704 do laboratoriów MURA w Madison. 13 czerwca, Lewis Strauss, z AEC, w liście do Ojca Hesburgha, z Notre Dame, stwierdza, że współpraca ANL i MURA narusza porozumienie z listopada poprzedniego roku.
Członkowie MURA zgłaszają swoje propozycje umiejscowienia placówki badawczej. Wybrane zostają trzy najbardziej preferowane. Są nimi: University of Wisconsin, University of Minnesota, Purdue University. W czerwcu MURA przekazuje do AEC raport dotyczący wyboru miejsca. Pomimo uzgodnień z listopada 1955, AEC dodaje ANL jako czwartą możliwą lokacje.
Sierpień 1956: spotkanie reprezentantów MURA, ANL i University of Chicago. Kanclerz Kimpton (University of Chicago) bez powodzenia przekonuje, że grupa wpływowych ludzi ze środkowego zachodu, reprezentujących naukę, edukację i przemysł, jest gotowa przejąć opiekę AEC nad laboratoriami ANL. Podobne deklarację składał Ojciec Hesburgh w czerwcu 1956 i złoży dr Fred Seitz, z University of Illinois, na początku roku 1957. Wszystkie zostały odrzucone przez AEC.
W październiku 1956 dr Johnson, z ramienia AEC, spotyka się z przedstawicielami MURA. Johnson oświadcza, że AEC pragnie, aby MURA kontynuowała badania. Problem wyboru miejsca na placówkę zostanie bezterminowo odłożony, tak samo jak kwestia budowy dużego akceleratora. AEC rozważy budowę mniejszych urządzeń na terenie uniwersytetów i laboratoriów państwowych.
W piśmie podpisanym przez komisarza H. S. Vance'a a skierowanym do MURA, postanawia się, że faworytem Komisji pozostaje ośrodek w Argonne i komisja AEC nie będzie wnioskować w Kongresie o środki na działalność MURA – MURA powinno związać są działalność z ANL.
Działalność w latach 1955–1956
- projekt i konstrukcja akceleratora FFAG (radial sector) przez członków ze stanów Illinois, Michigan, Iowa i Uniwersytetu Purdue.
- projekt i częściowa realizacją akceleratora FFAG (separated) (University of Illinois)
- mechanicznie przestrajalna wnęka RF (Iowa State University) (mechanically-modulated R-F cavity)
- modele magnesów i sprzęt pomiarowy (Uniwersytet Purdue)
- prace teoretyczne i obliczeniowe wykonywane na maszynie ILIAC, w Madison w Wisconsin
- przeprojektowanie budynku i przygotowanie go na instalacje komputerów IBM

## 1957
W dniu 23 maja w liście do Johna Williamsa Lewis Strauss napisał, że Komisja nie stworzy kolejnego dużego laboratorium na środkowym zachodzie, że MURA powinna zintegrować się z programem badawczym ANL, i że o miejscu na nowy akcelerator zadecyduje Komisja na podstawie tego, która lokalizacja zapewni największy wkład w jak największą użyteczność urządzenia. Powtórzył także, że Komisja pragnie, aby ANL stało się narzędziem współpracy pomiędzy uniwersytetami środkowego zachodu a komisją AEC. Preferowaną lokalizacją AEC było ANL. W odpowiedzi na list Straussa, MURA zdecydowało o kontynuowaniu badań w ośrodku w Madison.
11 lipca: MURA, jako organizacja non-profit, uzyskuje zwolnienie od podatku.
Pod koniec roku ZSRR dysponowało najsilniejszym działającym akceleratorem (10GeV). Wśród członków MURA zapanowało wrażenie, że Rosjanie zaczynają górować nad USA w dziedzinie badań jądrowych. To, że AEC nie podzielała tego zdania, widać jasno z listu do Gubernatora stanu Minnesota, Orville'a Freemana, z początku 1958 roku. AEC stwierdza w nim, że w 1954 rozpoczęto budowę 30GeV akceleratora w Brookhaven National Laboratory, który powinien rozpocząć pracę w 1960, produkując protony o energiach trzy razy większych niż te z największego akceleratora radzieckiego.

## 1958
14 marca MURA przedstawiło propozycje stworzenia High Energy Research Facility (ośrodka badań nad wysokimi energiami) i przedstawiło ją Komisji Energii Atomowej, AEC. W tym czasie trwało projektowanie i budowa nowego modelu akceleratora (40MeV) oraz prace teoretyczne i eksperymenty z udziałem dwóch istniejących modeli.

## 1959
Ukończono model dwukierunkowego akceleratora elektronów (40MeV). AEC zrezygnowała z badań nad dwukierunkowym akceleratorem elektronów (15GeV) z powodów finansowych.

## 1960
Postępuje projektowanie 15GeV akceleratora protonów, którego budowę planuje przedstawić się AEC. Rozważa się pracę 40MeV akceleratora dwukierunkowego w trybie jednokierunkowym.

## 1961
Zakończenie tworzenia propozycji powstania dużego akceleratora protonów zostało opóźnione przez potrzebę wykonania dodatkowych testów i braków personalnych spowodowanych trwaniem prac przy akceleratorze elektronów. Prace kontynuowano na modelu 50MeV i zakończono je w sierpniu. MURA zaplanowała także na koniec roku przedstawienie planów akceleratora protonów o energii 10GeV.

## 1962
31 marca MURA przedstawia AEC propozycję akceleratora o energii 10GeV, który wykorzysta technikę FFAG. 15 grudnia 1962 MURA staje przed Panelem Ramseya (panel ds. fizyki akceleratorowej wysokich energii Głównego Komitetu Doradczego powołanego dla AEC i prezydenckiego Komitetu Doradczego ds. Nauki), który propozycje MURA zaleca do przedłożenia Kongresowi, z energią cząstek zwiększoną z 10 do 12,5GeV. Propozycja został rozpatrzona ponownie i ponownie przedłożona AEC.

## 1963
Zakończono budowę 30 calowej komory wodorowej i przeniesiono ją do Argonne.

## 1964
Propozycja dotycząca akceleratora 12,5GeV została odrzucona. W program badań na nowy rok znalazł się:
- synchrotron z zerowym gradientem
- program ulepszeń dla ww.
- budowę aparatury badawczej dla ww.
- działanie akceleratora 50MeV
- niezależne badania akceleratorów liniowych
- prace projektowe nad akceleratorem ultrawysokich energii, rozpoczętych jako wynik prac Joint Committee on Atomic Energy (połączonego komitetu ds. energii atomowej). Znaczna część tych prac wykonano we współpracy z wydziałem akceleratorów cząstek (Particle Accelerator Division, PAD) działającym przy Argonne National Laboratory.

W styczniu 1964 powołano wspólny komitet organizacji Associated Midwest Universities (2 przedstawicieli), MURA (3 przedstawicieli), ANL i University of Chicago (po 1 członku). Na jego czele stanął prof. John Williams (University of Minnesota, AMU). Komitet zajmował się zwiększeniem możliwości ZGS w Argonne National Laboratory i długoterminowym zagadnieniem zapewnienia rozwoju fizyki wysokich energii na Środkowym Zachodzie. Raport końcowy z 23 września 1964 zawierał rekomendacje reorganizacji i trójstronnego porozumienia pomiędzy uniwersytetami środkowego zachodu, ANL i University of Chicago. 21 października 1964 AEC zatwierdziło umowę trójstronną.
Jeszcze w 1964, w ramach wymienionego raportu końcowego, komórka do spraw relacji między AMU a nowym zrzeszeniem, nazwanym Argonne Universities Association, zaleciła, aby AMU kontynuowało swoje prace i działało w oparciu o te same relacje z ANL i AEC do tej pory, póki AUA nie pokaże jak pracuje, jak realizuje swoje cele i jak wiarygodnie prezentuje interesy wszystkich zrzeszonych uniwersytetów.

## 1965 i później
W 1965 zawiązano Argonne Universities Association. Składało się ono z 26 uniwersytetów.
W latach 1964–1973 MURA była w trakcie rozwiązywania i likwidacji. 19 czerwca 1973 w stanie Illinois podpisano akt rozwiązani MURA.